# فيليب إي. بيرغر
فيليب إي. بيرغر (بالإنجليزية: Philip E. Berger)‏ هو سياسي أمريكي، ولد في 8 أغسطس 1952 في الولايات المتحدة. حزبياً، نشط في الحزب الجمهوري. وقد انتخب عضو مجلس ولاية كارولاينا الشمالية (2001 – 2003) وانتخب عضو مجلس ولاية كارولاينا الشمالية (2003 – ) وانتخب President pro tempore of the North Carolina Senate ‏ (26 يناير 2011 – ).

## وصلات خارجية
- الموقع الرسمي